# Mau Mau (groupe italien)
Pour les articles homonymes, voir Mau Mau.
Mau Mau est un groupe italien de folk rock, originaire de Turin,. Le nom dérive du mouvement de libération du Kenya de la colonisation britannique actif dans les années 1950 ; en piémontais, ce terme est également utilisé pour se référer aux étrangers qui arrivent de loin.

## Histoire

### Débuts
Le groupe fait ses débuts sur scène en février 1991 sur les cendres de Loschi Dezi,, un groupe culte du circuit underground turinois ; dans le premier album de ce groupe, intitulé Càbala, certaines caractéristiques développées plus tard dans Mau Mau sont déjà présentes (une Luciana Littizzetto très jeune et alors inconnue apparaît également dans le refrain d'une chanson).
En 1992, Mau Mau publie son premier album intitulé Soma la macia, un EP entièrement en piémontais, pour Vox Pop - Just for Fun. En novembre de la même année, ils sortent leur premier album Sauta rabel, enregistré pour Vox Pop, produit par Carlo U. Rossi et distribué par EMI, avec des mixages réalisés aux Real World Studios de Peter Gabriel à Bath. Alors qu'ils composent la bande-son du film Nero de Giancarlo Soldi, leur premier album franchit les frontières nationales et sort en Suisse et aux Pays-Bas. Pendant l'été, ils partent en tournée dans de grands festivals, dont le Palestine International Dance and Music Festival et le Babylon International Festival en Irak. Ils participent ensuite au Club Tenco où Sauta rabel reçoit le prix de la meilleure première œuvre.
En avril 1994 sort le deuxième album Bàss paradis, à nouveau produit par Carlo U. Rossi, mixé au studio Real World de Peter Gabriel et distribué dans de nombreux pays européens et au Japon. Une tournée a suivi, touchant plus d'une centaine de villes en Italie et en Europe. La même année, ils enregistrent la chanson Ritmo Politico avec Africa Unite, qui est incluse dans la cassette musicale Forza Italia distribuée avec le magazine Cuore.

### Voyages et tournées internationales
Au cours de l'été 1995, Mau Mau ouvre, devant 7 000 personnes, le concert de Paolo Conte au Paléo Festival Nyon. En avril 1996 sort Viva Mamanera, enregistré par Carlo U. Rossi à Turin, Paris et Los Angeles avec la collaboration d'Eric Sarafin, déjà ingénieur du son sur les disques de Ben Harper et Spearhead. Il s'agit d'un album révolutionnaire en raison de la présence perturbante de la guitare électrique dans de nombreux morceaux. C'est aussi un travail d'expérimentation qui contient un amusant morceau de quelques secondes enregistré dans la station Abbesses du métro parisien avec Luca Morino qui, équipé d'un mégaphone, demande un baiser en échange d'un violon joué par Davide Rossi. L'album connaît un succès qui dépasse les frontières italiennes, notamment en France.
Le groupe poursuit son développement musical en approfondissant sa connaissance de la culture musicale arabe. Après un long voyage au Maroc, Mau Mau organise des événements avec des artistes de différentes cultures pour promouvoir l'intégration et l'échange. En mars 1997, le projet parallèle Banda Maulera voit le jour : un ensemble élargi de musiciens et de percussionnistes. En mars 1998, le quatrième album Eldorado sort avec succès, avec, entre autres, le groupe des « Meninos do Pelo » (enfants des rues de Salvador de Bahia). La tournée suivante touche les plus grandes places italiennes et européennes et comprend également une participation à la Feira das Mentiras, un grand événement organisé par Manu Chao à Saint-Jacques-de-Compostelle, en Galice. À la fin de la tournée, ils organisent un petit festival de musique et de culture africaines, le PiemontAfrique Festival (avec une importante réunion sur l'économie d'exploitation du tiers-monde sous l'emprise de la dette internationale).
En 2000, le cinquième album Safari Beach est publié par Mescal, avec la collaboration de Sergent Garcia dans la chanson Due Cuori. En 2001, Mau Mau fête ses dix ans d'activité avec un double album, Marasma General, où sont mélangés des morceaux en direct, des émissions de radio, des enregistrements de rue, du bruit, deux nouveaux titres inédits (Conga Milonga et Il mondo dall'alto) et une version studio d'Eldorado avec le groupe historique chilien Inti-Illimani. Le 10 juin de la même année, le groupe ouvre la journée Tora! Tora! à Rimini.

### Séparation et retour
Depuis 2002, Barovero et Morino suivent des chemins différents. Barovero a composé les bandes originales des films Dopo mezzanotte (avec Banda Ionica, 2003) et Se devo essere sincera (2004) de Davide Ferrario, La febbre (2004) d'Alessandro D'Alatri, Provincia meccanica (2005) de Stefano Mordini. En 2004, Morino publie le livre Mistic Turistic, cibo viaggi e miraggi chez Mondadori et l'album Mistic Turistic/Moleskine Ballads chez Mescal. À cette époque, Tatè Nsongan joue avec un autre groupe turinois : Gatto Ciliegia contro il Grande Freddo.
Après ces expériences en solo, le groupe se réunit en 2004 pour participer au Traffic Festival de Turin, l'occasion de commencer à réfléchir à un nouveau travail en commun. Commencent alors deux années d'activité entre le Brésil, Turin et le Salento, qui aboutissent à la bande-son du film Sotto il sole nero d'Enrico Verra et, surtout, à Dea, publié par Mescal en 2006. L'album repropose le mélange caractéristique de rythmes brésiliens assaisonnés dans le style piémontais, avec une tournure plus électronique que ses prédécesseurs. Le titre La casa brucia est interprété par Sud Sound System. Le 23 avril de la même année, ils jouent devant onze mille personnes au spectacle Volumi all'idrogeno, produit par Subsonica avec la Fondazione per il Libro, la Musica e la Cultura de la ville de Turin ; les Mau Mau ouvrent leur partie de la soirée avec une version spéciale de Campeador de Vigna, dans laquelle des pages de Don Quichotte de la Manche de Miguel Cervantes sont tissées dans le texte. Une tournée d'été en Italie suit. Au nom de Slow Food, lors des éditions 2006 et 2008 de la Foire internationale du goût - Terra Madre, ils sont chargés de la direction artistique des événements musicaux liés à la manifestation, auxquels participent des groupes et des musiciens du monde entier.
En 2008, ils composent Brillo di più, l'hymne officiel de l'initiative M'illumino di meno de l'émission de radio Caterpillar, puis collaborent avec Teresa De Sio sur la chanson Lasciatemi in pace (incluse dans l'album Riddim a Sud).
En 2011, ils célèbrent leurs 20 ans d'activité avec la chanson Mare Nostrum et une tournée qui se déroule également à l'étranger. Depuis, Luca et Fabio ont continué à travailler de manière indépendante et avec le groupe en concert.
En 2015, ils sont retournés en studio pour enregistrer un nouvel album. Le 6 mai 2016, le nouvel album studio intitulé 8 000 km, produit par Fabio Barovero, Luca Morino et Josh Sanfelici, est publié par Godzillamarket/Universal. 8 000 km est à peu près la longueur du périmètre de l'Italie ; le titre est une référence claire au Belpaese, à sa beauté et aux problèmes auxquels il est confronté. 8 000 km est également le titre de la chanson dont l'album tire son nom et avec laquelle, en octobre, Mau Mau participe au Prix Andrea Parodi 2016, remportant le prix de la critique et le prix des meilleures paroles, ainsi que la mention pour la meilleure interprétation d'une chanson d'Andrea Parodi.

## Discographie

### Albums studio
- 1992 : Sauta rabel
- 1994 : Bàss paradis
- 1996 : Viva Mamanera
- 1998 : Eldorado
- 2000 : Safari Beach
- 2006 : Dea
- 2016 : 8 000 km

### EP
- 1992 : Soma la macia

### Compilations
- 1993 : Tuira
- 1997 : Carnevalera
- 2004 : Made in Italy

### Albums live
- 2001 : Marasma General

### Apparitions
- 1990 : Chico Mendez
- 1992 : Sotterranei Italiani
- 1992 : Italian Posse
- 1993 : Italian Posse II
- 1993 : Arezzo Wave 92
- 1993 : Vox Pop 93
- 1994 : Forza Italia
- 1994 : 1994 le scoperte di Arezzo Wave
- 1994 : I disertori
- 1994 : Omaggio
- 1995 : Materiale resistente
- 1995 : fRoots #4
- 1995 : L'Italia del rock, vol. 11
- 1995 : Vox Pop 1995
- 1995 : Smemobanda
- 1996 : Etno punk
- 1996 : Le voci del Padrone
- 1996 : Territorio Match Music
- 1997 : Ivan Della Mea - Ho male all'orologio
- 1998 : Mescalaction vol. 2
- 1998 : Naja
- 1998 : Mediterraneo
- 2000 : Patchanka viva
- 2006 : Circo Inferno Cabaret
- 2008 : Riddim' a sud

### Singles
- 1992 : Paseo Colon
- 1992 : Sauta Rabel
- 1994 : Makè Manà
- 1996 : La Ola
- 2001 : Il mondo dall'alto
- 2011 : Mare nostrum
- 2016 : Con chi fugge
- 2016 : Miramare
- 2017 : Mais